# Posedarski
Slavogostići Posedarski, hrvatska velikaška porodica iz roda Gusića Krbavskih koja je potvrdom darovnice hrvatsko-ugarskog kralja Bele III. (1172. – 1196.) od strane njegova sina hercega Andrije 1194. godine uživala posjed Posedarje na sjevernoj strani Novigradskog mora. Pripadnici obitelji nazivaju se od 14. stoljeća - knezovi Posedarski. Bili su moćna i ugledna obitelj koja se istakla u borbama protiv Turaka osobito za vrijeme tursko-mletačkih ratova u 17. stoljeću. Najpoznatiji odvjetak obitelji bio je senjski uskok i protuturski ratnik Martin knez Posedarski (†1601.).
Posedarski su bili guvernaduri Nina i zapovjednici svim serdarima.
Knezovi Posedarski su kao građani Zadra 1694. godine primljeni u zadarsko plemstvo. Posljednji potomak Posedarskih je kneginja Dinka († 1799.) koja je udajom za zadarskog plemića Josipa Benju krajem 18. stoljeća, svoj posjed, titulu i prezime prenijela suprugu pa se otada taj ogranak obitelji Benja naziva Benja Posedarski. Posljednji knez Ante Benja Posedarski odselio je krajem 1943. godine u Italiju i umro u Veneciji.